# Wollingerode
Wollingerode ist eine Wüstung bei Ilsenburg im heutigen Landkreis Harz. Die Wüstung ist unter der Erfassungsnummer 428301055 im örtlichem Denkmalverzeichnis als Bodendenkmal eingetragen.

## Geschichte
Wollingerode entstand im 9. Jahrhundert am Fuße des Breitenberges am Nordrand des Harzes und wurde seit dem 12. Jahrhundert als Villa oder Dorf bezeichnet.
Bischof Gero von Halberstadt ließ am 2. April 1163 dem Kloster Ilsenburg eine Urkunde ausstellen, in der er mit Rücksicht auf mannigfache Rechtsminderungen, die das Dorf Wollingerode erfahren habe, und weil die dortige Kapelle St. Viti zu gering dotiert sei, um einen Priester unterhalten zu können, die cura des ganzen Dorfes der dort ebenfalls gelegenen Burchardi-Kirche übertrug.
Am Ende des 15. Jahrhunderts lag der Ort bereits wüst.
Im Mai 2016 wurden bei Bauarbeiten auf einem Privatgrundstück menschliche Skelette gefunden, die auf den ehemaligen Friedhof des Ortes Wollingerode hinweisen.